# Правоохранительные органы Канады
В Канаде существует три уровня полицейских сил: муниципальный, провинциальный и федеральный. В соответствии с конституцией применение закона является провинциальным полномочием, и большинству городских зон провинциями предоставлено право на содержание своих собственных полицейских сил. Три провинции официально отказались от услуг национальной Королевской канадской конной полиции по применению закона.

## Полиция
Онтарио, Квебек и Ньюфаундленд и Лабрадор имеют свои собственные провинциальные полицейские силы: это Провинциальная полиция Онтарио, Полиция Квебека и Королевская полиция Ньюфаундленда. Небольшие муниципалитеты зачастую заключают договор на полицейское обслуживание с провинциальным полицейским органом, тогда как крупные содержат свои собственные службы. Провинциальные полицейские силы Ньюфаундленда отвечают лишь за крупные городские зоны; патрулированием же остальной территории провинции занимается КККП. КККП, или конная полиция, является единственной полицейской службой в стране, функционирующей на всех трёх уровнях в некоторых районах.
Также существует несколько частных полицейских подразделений, но некоторые полномочия обычно закреплены за правительственными службами (так как касаются имущества компании). Канадская национальная железная дорога и Канадская Тихоокеанская железная дорога располагают собственными полицейскими подразделениями. Фактически любая железная дорога в Канаде может назначать полицейских. Специальную частную полицию также нанимают некоторые частные больницы и университеты, а также частично государственные организации, в том числе комиссии пассажирского транспорта, энергетические управления и т. д. В обязанности частной железнодорожной полиции входит предотвращение преступлений против компании, защита товаров, сырья и общественного железнодорожного транспорта, двигающегося по железнодорожной сети. Она работает для защиты людей, железнодорожного персонала и собственности, принадлежащей или находящейся в пользовании железной дороги. Обычная государственная полиция имеет полномочия в сфере любых уголовных преступлений, вне зависимости, на государственной или частной территории они произошли. Глава местной полиции по закону и положениям common law отвечает за территорию, находящуюся в его ведении. Частная полиция не имеет законодательных обязанностей и не обязана по закону охранять свою собственность силами частных полицейских. Все налогоплательщики, компании и граждане имеют равный доступ к государственной полиции. Многие компании и полугосударственные службы считают, что она рентабельна и снижает необходимость в охране или найме специальной полиции, поэтому компания может сэкономить на этом и направить свои ресурсы туда, куда считает необходимым в рамках своей непосредственной деятельности.